# Buceros
Buceros is een geslacht van vogels uit de familie neushoornvogels (Bucerotidae). De wetenschappelijke naam van het geslacht werd in 1758 gepubliceerd door Carl Linnaeus.

## Soorten
Het geslacht omvat de volgende soorten:
- Buceros bicornis – Dubbelhoornige neushoornvogel
- Buceros hydrocorax – Rosse neushoornvogel
- Buceros rhinoceros – Gewone neushoornvogel